# Dovers
Dovers ist ein Ort auf der Insel Mustique, die dem Staat St. Vincent und die Grenadinen angehört. Der Ort liegt an der Nordwestküste der Insel.